# Pseudomysidia palmeri
Pseudomysidia palmeri är en insektsart som beskrevs av Broomfield 1985. Pseudomysidia palmeri ingår i släktet Pseudomysidia och familjen Derbidae. Inga underarter finns listade i Catalogue of Life.